# Marie-Camille Rey
Marie-Camille Rey, née en 1987, est une femme politique française, juriste de profession.
Depuis 2014, elle est adjointe au maire de Saint-Étienne, Gaël Perdriau, la plus jeune élue de ce conseil municipal. Depuis 2016, à seulement 28 ans, elle est vice-présidente de la région Auvergne-Rhône-Alpes, nommée par le président Laurent Wauquiez. 
Parallèlement à ses engagements politiques elle poursuit des études de droit à Saint-Étienne.
Née à Saint-Étienne, elle grandit dans cette ville. Elle est collégienne au collège Saint-Louis, puis lycéenne au lycée Saint-Paul, deux établissements d'enseignement privé. Elle devient étudiante en master de droit privé à l'université Jean-Monnet-Saint-Étienne, tout en commençant une vie professionnelle comme clerc d'huissier de justice à l’étude de son père, à Saint-Chamond, une ville à côté de Saint-Étienne.
Elle adhère à l'Union pour un mouvement populaire (UMP) en 2006, à 19 ans. Elle s'engage sur la liste de Gaël Perdriau pour les élections municipales françaises de 2014 à Saint-Étienne. Élue, elle devient conseillère à l'animation des quartiers, avec Lionel Boucher. En 2016 elle devient la seule personnalité de la Loire présente à l'exécutif de la région Auvergne-Rhône-Alpes, responsable pour la jeunesse, la vie associative et le sport. Sa mission est de réaliser cent millions d'économie dans ces domaines.